# مدودف ۱۷۰۰۰
سیارک ۱۷۰۰۰ (به انگلیسی: 17000 Medvedev، نامگذاری:1999CV48) هفده هزارمین سیارک کشف شده‌است که در ۱۰ فوریه ۱۹۹۹ کشف شد.
قدر مطلق سیارک برابر ۲۰.۴ است.